# Paul Grice
Herbert Paul Grice, född 13 mars 1913 i Birmingham, West Midlands, död 28 augusti 1988 i Berkeley, Kalifornien, var en brittisk språkfilosof. Hans insats rör främst studier av mening, menande och implikatur inom vardagsspråksfilosofins tradition.